# کاترینا ماری شوبرت
کاترینا ماری شوبرت (آلمانی: Katharina Marie Schubert؛ زادهٔ ۲۲ ژانویهٔ ۱۹۷۷) بازیگر، کارگردان فیلم و فیلم‌نامه‌نویس اهل آلمان است. او در سال ۲۰۱۱ یکی از اعضای هیئت داوران جشنواره بین‌المللی فیلم مونترآل بود.
از فیلم‌ها یا برنامه‌های تلویزیونی که وی در آن نقش داشته‌است، می‌توان به بودنبروک‌ها و دختر زمستان اشاره کرد.